# Grosser Priel
Grosser Priel är ett berg i Österrike.   Det ligger i distriktet Kirchdorf och förbundslandet Oberösterreich, i den centrala delen av landet, 180 km väster om huvudstaden Wien. Toppen på Grosser Priel är 2 515 meter över havet.
Terrängen runt Grosser Priel är bergig åt sydost, men åt nordväst är den kuperad. Grosser Priel är den högsta punkten i trakten. Runt Grosser Priel är det ganska glesbefolkat, med 40 invånare per kvadratkilometer.. Närmaste större samhälle är Micheldorf in Oberösterreich, 18,6 km norr om Grosser Priel. 
I omgivningarna runt Grosser Priel växer i huvudsak blandskog.